# 南方公園
《南方公園》（英語：South Park）是由特雷·帕克和馬特·斯通為美國喜劇中心創作的成人動畫喜剧劇集。整部剧集围绕着来自科羅拉多州南方公園鎮的四名男孩——斯坦、凯尔、卡特曼和肯尼，以及他们在该小镇的种种冒险故事而展开。与辛普森一家以及蓋酷家庭一样，南方公园里的角色都是该系列里的常客，也就是说他们会在几乎每一集获得出场机会。作为一部面向成人观众的动画节目，《南方公園》經常通過歪曲式的摹仿來諷刺和嘲弄美國文化和社會時事，挑戰了許多根深蒂固的觀念和禁忌，并因其中的粗口、黑色幽默和超现实幽默而著名。
特雷和馬特在大学因参加电影制作课程时而結識，并于1992年和1995年制作了两部动画短片——《耶稣与雪人》和《圣诞精神》。这两部短片成为了《南方公园》的前身。《南方公园》于1997年八月份首播并取得了巨大的成功。试播的第一集《卡特曼的肛门探针》，是通过纸制模型和传统的静态动画技术制作的，但是后来的剧集只是模仿了第一集的剪纸风格，实际上则是通过电脑动画制作工具制作。《南方公园》的剧本通常都是在播出前一周由特雷和馬特写出，并在首播前几个小时内制作完成，但后来特雷（尤其11季以后）成为了该剧唯一的导演。這個節目的播出季通常分為兩部份。前半段在春季播出，后半段在秋季（對於北美而言）。第17季于2013年9月27日首播，使《南方公園》成為美國電視史上繼《辛普森一家》和《King of the Hill》（一家之主）之後播出時間最長的成人動畫劇集之一。该节目由于稳定的收视率使喜剧中心预订至2019年，也就是它的第23季。
南方公园自开播至今，获得了来自观众、职业评论员和主流大奖的认同，包括但不限于五座黄金时段艾美奖、一座皮博迪奖，被多项媒体称赞为电视史上最伟大的节目之一。该节目开播两年后，二位主创制作的电影《南方公园剧场版》又获得了巨大的成功，一度成为美国电影史上票房最高的限制级动画电影（在2016年被《香肠派对》超越），而该片的两位创作人（帕克和斯通）在随后的奥斯卡获得了最佳原创歌曲的提名。2013年，美国著名电视杂志电视指南公布了“最伟大卡通电视节目”名单，而南方公园在该名单里排名第十。
它在1997年首播，至2016年已播到第20季。2005年3月5日，《南方公园》在英国第四频道的“100部最好的卡通片”票选中，获得了第三名，仅次于《辛普森一家》和《猫和老鼠》。它也在「50部最好的喜劇電影」中名列第五，「100個最佳聖誕時刻」中名列第27名。

## 源起

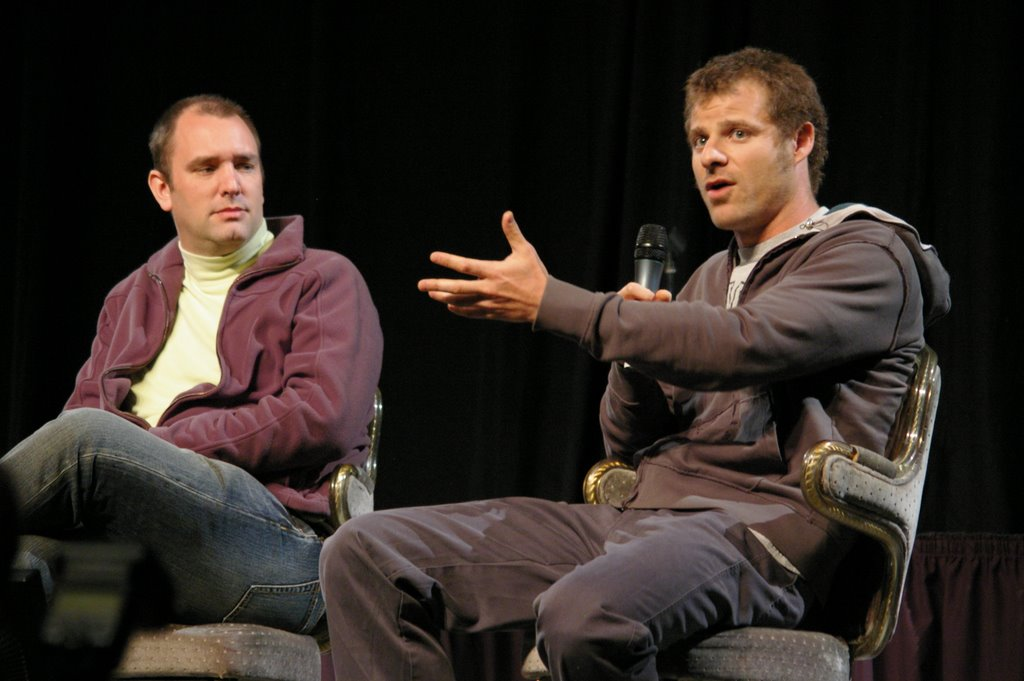
製作人特雷·帕克和馬特·斯通

《南方公園》的創意最初始於1992年，當時的特雷·帕克和馬特·斯通還在科羅拉多大學學習電影製作。他們製作了一個名為「耶穌和雪人」的動畫短片。在這部製作粗糙的短片裡，可以看到南方公園鎮男孩們的原型，包括一個長得像卡特曼但是叫做肯尼的角色，還有一個長得像肯尼但是沒有名字的角色。兩人用一頂魔術帽子使一個殺人的雪人獲得了生命，然後他們被雪人殺掉了。聖嬰耶穌拯救了這一切：他用自己的光環把魔術帽子從雪人头上打了下來，使雪人變回了雪。
福克斯廣播公司的執行製片看到了這部電影。1995年，執行製片人Brian Graden聘請馬特·斯通和特雷·帕克製作第二部短片，作為視頻聖誕卡片寄給他的朋友們。這部短片被命名為《聖誕精神》，跟後來的劇集風格很相近。短片講述了一個耶穌和聖誕老人為了爭論聖誕節的精神進行了一場武術決鬥的故事。後來兩個人以講和告終。第二部短片很快成為了當時的熱門，通過私下的複製還有當時還很稚嫩的互聯網絡迅速傳播開來。
由于《聖誕精神》越来越流行，帕克和斯通试图把这个短片发展为电视连续剧。在福克斯拒绝接手这个节目后，两位主创又同音乐电视网和喜剧中心谈判。帕克希望喜剧中心接手这个节目，因为他怕音乐电视网会把这个节目变成一个儿童节目。当喜剧中心的经理Doug Herzog看到这部短片后，他委托两位主创将这个短片发展成为一个电视剧。
随后帕克和斯通组建了一个小队并花了三个月制作了预订剧集《卡特曼的肛门探针》。《南方公园》几乎还没有上映就被取消，因为测试观众对它的评分很低。但由于相关短片变得越来越流行，喜剧中心决定订下六集。劇集首播於1997年8月13日。

## 剧情简介

### 角色设定

四个主要角色在公车站边等校车：（从左到右）埃里克·卡特曼、凯尔·布拉夫斯其、斯坦·马希、肯尼·麦克康米克。

该剧主要讲述发生在四个住在科罗拉多州中一个虚拟小镇的男孩斯坦、凯尔、卡特曼和肯尼身边的故事。
斯坦通常被描述为四个主角中最普通的角色，官方网站上将他描述为“正常、普通、头脑混乱的美国小孩”。凯尔是这个团体中唯一的犹太人，他经常会受到别人的讽刺。斯坦是帕克的化身，而凯尔是斯通的化身。斯坦和凯尔是对方最好的朋友，反映出帕克和斯通真实的朋友关系。他们的友谊是这个节目常用的话题。卡特曼是一个令人讨厌的、肥胖的种族主义者，他经常成为动画中的反派。他的反犹情绪经常让他与凯尔发生冲突。他算是四个人当中最聰明的，只是不用功讀書，聰明才智也常常用在錯誤的地方。肯尼来自一个贫穷的家庭，他总是穿着一个带着头套的大衣，由于大部分脸被头套遮住，人们很难分辨出他的声音。在《南方公园》的前五季中，肯尼几乎每集都会以各种方式死去，然后又在接下来的一集中莫名其妙地复活。他在第五季的结尾被设为永久死亡，但又在第六季最后一集中重新出现，此后肯尼就很少死去了。在第十四季中解释了肯尼总是死而复生的原因——肯尼不能死，他死后又会被重新生出来，这和他父母年轻时加入的一个宗教有关。在该剧的前58集中，主角们在上三年级，在第四季的剧集四年级中，他们升入了四年级，这个设置一直延续到现在。
南方公园这个平静的小镇子上经常发生各种普通或是超自然的意外事件。每当意外发生，使成年人陷入混乱不知所措的狀態，孩子往往自以為是的扮演理性角色，頂撞與藐視一切成人。有时孩子们也经常为自己父母或其他成年人的矛盾且虚伪的行为感到困惑。

### 风格与主题
每集开始前都有一个声明：
|    | 本动画片中所有的角色和事件——包括以真实人物为原型的角色——均为虚构。所有的名人配音都是很烂的拟音。此节目语言粗鄙，内容混蛋，任何人都不宜观看。 |
| —— | |

《南方公园》的评级为TV-MA（成熟观众），并主要面向成人观众。大多数孩子都说脏话，只有少数脏话会被“嘀——”的声音审查掉。帕克和斯通说这就是孩子们在没有成人在身边时真正的谈话方式。《南方公园》经常使用夸张的手法叙事，包括与性有关的内容、流行文化的引用和对名人的讽刺，毫不留情地同时讽刺自由主义者和保守主义者的观点。帕克和斯通认为他们是“平等机会冒犯者”。两位主创坚持要让这个节目保持“真实的小孩”和“美国真正小学”的风格。尽管节目内容备受争议，而且有时还有愤世嫉俗的内容，但帕克提醒该剧中儿童角色依然有着“潜在的善良天性”。时代杂志把剧中的孩子描述为“有时残酷但依然有着天真的心”。这些孩子通常在思考了剧中发生的事情后，把自己得到的教训用一句话总结出来。在早期剧集中，这样的表述往往以：“你知道吗？我今天学到了一些东西。”（You know what? I've learned something today...）

### 放映版本差異
|                        | 黃牌警告 南方公園是一個真實的捏造故事。所有的影射都是假的。裡面講到的誰都不是誰；說到的事都不關你的事。任意對號入座，我們一定不會告你，請你也不要亂花錢跟時間來罵我。乖～ |
| ——台灣版第七季片頭聲明 | |

臺灣版在劇中加入了一些在地元素，舞台設定在臺灣，在配音上也使用到台語，如劇中角色凱子的猶太人身分變成了客家人，其信仰也改為佛教；而埃里克·卡特曼早期常說的"Screw You Guys I'm Going Home"改成「哇搭哭西（『我』的臺灣式日語說法）要回家了」。此外，由資深配音員劉傑所配音的阿ㄆㄧㄚˇ一角之台詞曾爆笑轟動一時，如「屁啦」與「去你的擔擔麵」。

## 制作过程

《南方公园》剧集Quintuplets 2000对埃连·冈萨雷斯事件的引用。节目播出距该事件发生不到一周

除了第一集《卡特曼的肛门探针》是靠纸制模型和传统的静态动画技术制作外，其他劇集都是靠电脑软件制作的，所以把制作周期从三个月缩短到几天。而其他动画电视剧（比如《辛普森一家》、《飞出个未来》）都是由韩国公司花大约8到9个月手工绘制而成。在制作第一季时，通过使用电脑技术，制作团队能在三周内制作出一集。现在，通过70个人的协作，每集只须花一周的时间就能完成，有的集數更只须花三到四天制作。《南方公园》的整个制作过程几乎都是在同一组办公室中完成的，之前的制作中心在加利福尼亚的Westwood而现在成为了加利福尼亚州Culver城中的南方公园工作室的一部分。在整个制作过程中，帕克和斯通都是这个节目中的执行制片人。自从第一季的后半季，Anne Garefinowhile充当了《南方公园》的副执行制片人。在该节目的前五季中，福克斯广播公司资深生产制片人Debbie Liebling也做过执行制片人。
和大多数电视节目不同的是，《南方公园》的剧本并没有在新一季开始的时候写好剧集的制作通常在星期四开始，由剧本顾问与帕克和斯通通过腦力激盪法想出新点子。从前作者也包括Pam Brady（前三季）和特邀剧本作者Norman Lear（第七季 Cancelled 和 I'm a Little Bit Country）。在12季和13季的制作过程中，Bill Hader充当了创意顾问和副制作人。
交换完创意后，帕克会写出一个剧本，然后整个剧组的画师、编辑、技术人员和配音师会在接下来的一周内工作100到120个小时。在该剧的第四季后，帕克担任了大部分的导演职责，而斯通放弃了他的导演职责而专心处理该剧的协作和商业事务。星期三时，一个全新的剧集通过卫星通讯传送到喜剧中心的总部，有时离它的播出时间（美国东部时间晚上10点）仅有几个小时。
帕克和斯通声明强迫自己在一星期内创作出新剧集能让他们更具创意。这样的时间表也能让《南方公园》比其他的讽刺性动画节目更快地对正在发生的事件作出反应。例如，在2003年12月17日播出的剧集《It's Christmas in Canada》里，描写了萨达姆·侯赛因被美军抓获，剧集里甚至提到了他藏身的“蜘蛛洞”。真实世界中，这仅仅发生于三天前。在关于埃连·冈萨雷斯遣返案（Quintuplets 2000）的剧集里，制作者停下原先正在制作的内容，转而关注这些事件。另外一个例子就是《Trapper Keeper》这集，最初是在2000年美国大选8天后播放的，这一集里一个幼儿园的班级也进行了总统选举，并且因为诸多事件不断被拖延，其中一个就是一名叫“佛罗”的女孩，不知道应该把票投给谁，相当明显的指代发生在佛罗里达州的计票未决事件。在第12季剧集《昨晚的真相》中，剧情主要表述关于奥巴马赢得了美国总统选举的一系列事件。这集距离奥巴马赢得选举不足24小时，这集中引用了奥巴马真实的胜利演说。

### 动画制作
《南方公园》风格的灵感来自于特里·吉列姆为蒙提·派森的飞行马戏团制作的剪纸动画。两个短片和预订剧集是靠传统硬纸板剪成的形象利用定格动画制作而成的。随后的剧集都是用電腦制作完成的，只是模仿了剪纸的风格。所有的角色和物体都是由简单的图形和各种原色组成。大多数儿童角色都有同样的形状和大小，需要靠不同的衣服来区分。与其他手绘动画不同，制作人员故意将他们行动时的动作绘制得十分僵硬。但偶尔一些真实世界中的名人角色的头是直接从他们真实的照片截取下来的。节目中的加拿大人的形象更为抽象。当该节目改用计算机制作时，所有的硬纸板都被扫描到计算机中并通过CorelDRAW重新绘制，然后被导入运行在硅谷图形公司工作站上的PowerAnimator中。这些工作站与54-处理器的一个每小时能处理10到15个镜头的着色农场连接在一起。从第五季开始，制作者们改用了Maya。制作组现在采用的是120-处理器、能每小时处理30多个镜头的着色农场。尽管制作组采用了更多现今的软件提高了画面的品質，但他们依然采用了各种技术来保留节目廉价硬纸板风格。

### 人物配音
几乎镇上所有的男性角色都是由帕克和斯通配音。马莉·凯·伯格曼为大多数女性角色配音，直到她在1999年11月11日自杀为止。Mona Marshall和Eliza Schneider接替了她的职务，但第七季后Schneider离开了工作室。她的工作又被April Stewart接替。现在Mona Marshall和April Stewart为剧中主要女性角色配音。
艾萨克·海耶斯为学校中的大厨配音。由于2006年，Hayes离开了剧组，角色大厨在第十季的第一集（The Return of The Chef）中被杀掉了。其他的配音演员和一些《南方公园》的制作人员在少数剧集中为一次性角色配音。但有几个制作人员为固定的配角配音。主管制作人Jennifer Howell为学生Bebe Stevens配音，Adrien Beard为学校唯一的黑人学生Token Black配音。协作顾问Vernon Chatman为一个毛巾机器人Toweliev配音。John Hansen为Mr. Slave配音。在整个制作过程中，所有幼儿园的声音都是由制作团队人员的孩子提供的。
当为儿童角色配音时，配音演员用孩子的腔调配音。为了让配音听起来更像4年级的小学生，制作人员会用Pro Tools——一种音频编辑软件来编辑录制好的声音。
《南方公园》中的名人配音通常都是由别人模仿，只有少数名人为自己配过音。
臺灣版的中文配音之四名主角─屎蛋（史丹利·馬許）由林芳雪擔當、凱子（凱爾·布羅福洛夫斯基）由靳東美擔當、阿ㄆㄧㄚˇ（艾瑞克·西歐多·卡特曼）由劉傑擔當、阿尼（肯尼斯·麥寇米克）由王華怡擔當，其他角色由沈光平、夏治世、李香生、許淑嬪、趙明哲、康殿宏、劉小芸等資深配音員獻聲。

### 动画音乐
该剧开场动画音乐由主教樂隊（Primus）演出，並由该乐队主唱Les Claypool和劇中四个主角輪流演唱，其中肯尼一角的歌词每季變化；和现在的开场音乐相比，最初的版本更慢一些。片尾曲没有歌词。

## 获得的评论

### 电视评分
《南方公园》首播时极高的评分是喜剧中心成功的主要原因。
该剧的第一集卡特曼的肛门探针在98万观众中获得了1.3分，这对于一个有线电视节目来说已经很高了。该剧立刻创造了一个新的潮流，并在大学校园中出现了大量“观看聚会”。当第八集 Starvin' Marvin 播出时，评分已经翻了三倍，这使得《南方公园》成为喜剧中心历史上最成功的节目。当第十集 Damien 播出时，收视率又增加了33个百分点。这集收到了6.4的评分，几乎是当时在黄金时段有线电视平均评分的10倍。评分在第二季的第二集的Cartman's Mom Is Still a Dirty Slut时达到了顶峰。这集的到了8.2的评分，破了有线电视非体育赛事节目评级的最高记录。
《南方公园》的成功促使更多的有线公司与喜剧中心合作并使得它快速发展。订阅喜剧中心的家庭从910万增加到了5千万。当该剧第一次播出时，喜剧中心30秒钟广告最多能挣7500美元。在一年之内，广告投放人平均为《南方公园》第二季播出时插播的30秒钟广告花4万美元，有些甚至达到了8万美元。
在第三季时，该剧的评分开始降低。第三季第一集的收视率下降了340万，而第二季的第一集有550万观众。斯通和帕克把这归于前一年媒体的大肆宣传，并认为现在的评分和和收视率反映了该剧的“真正粉丝”。该剧的评分在第四季继续下跌，每集大约有150万观众。最终在第五季，评分逐渐回升，每集大约有300万的观众。尽管后来的收视率无法与前期辉煌的收视率相比，但它依然是喜剧中心评分最高的节目之一，尤其是在2015年每日秀易主及斯蒂芬·科尔伯跳槽到CBS接替由已退休的大卫莱特曼主持的晚间秀后。第14季第一集有370万观众收看，是自从第八季以来首映最高的收视率。

### 获奖情况
2007年，《时代周刊》把该剧列入了“100部最好的电视节目”名单中，赞扬它是“美国过去几十年中最犀利的讽刺作品”。同年，《滾石》雜誌認為它是自它开播10年以来电视上最好笑的节目。在2008年，《南方公园》在《娱乐周刊》评出的“过去25年最伟大的100部电视节目”中排名第12，而美国在线在“最好的50部喜剧连续剧”将它列为第16名，并认为它有所有电视节目中最狡猾的角色。《南方公园》主要角色之一的卡特曼在《电视指南》制作的“50名最伟大的卡通角色”列表中名列第10，在VH1的“200个最伟大的流行波普文化符号”中排名第198，在《美国精彩电视台》的“100个最伟大的电视角色特辑”中排名第19，在MSNBC2005年的“电视上最吓人的10个角色”中名列第二，仅仅输给了《辛普森一家》中的伯恩斯先生。在第四频道2004年“100部最伟大的动画片”中，《南方公园》被评选为第三名（第一名是《辛普森一家》、第二名是《猫和老鼠》）。
2006年，喜剧中心收到了一个因《南方公园》的“严厉的社会评论”与“对美国生活中狂妄自大与虚伪英勇无畏的讽刺”而颁发的皮博迪奖。
1999年，《南方公园》电影版 受到了奥斯卡最佳原创歌曲奖的提名。
1998年，《南方公园》受到了安妮奖“在黄金或深夜时段杰出成就”的提名。同年，它因为剧集Big Gay Al's Big Gay Boat Ride被GLAAD Media奖提名。
《南方公园》共9次获艾美奖最佳动画片提名（1998年、2000年、2002年、2004年、2005年、2006年、2007年、2009年和2010年）
该剧获得过四次艾美奖最佳动画节目（长度一小时以下）奖，获奖的剧集包括2005年的剧集《永远的好朋友》、2006年的剧集《要爱，不要魔兽世界》2009年的《鸡尾酒制作机》和2013年的《提升標準》。2008年剧集《幻想大陆三部曲》获得了艾美奖最佳动画节目（长度一小时及以上奖）。

### 爭議
《南方公園》經常因為觸及忌諱話題、廁所幽默、對年輕觀眾的影響、不尊重保守者的感情、把宗教人物描繪成漫畫形象而廣受爭議。當該劇最初熱播時，好幾所學校禁止學生穿著與《南方公園》有關的T恤。在英國好幾所學校的家長對8-9歲的學生在1999年的投票中，把卡特曼選為最喜歡的卡通角色而感到擔心。帕克和斯通強調該動畫是面向成熟觀眾的，而不是給孩子看的。
Parents Television Council的創建人L. Brent Bozell III和Action for Children's Television的發起人Peggy Charren都譴責該劇，後者宣稱它是「對民主的威脅」。很多其他的組織譴責該劇對耶穌和基督教的描寫。斯通稱那些不贊成《南方公園》中孩子形象的家長們心中的孩子形象是錯誤的，他又補充：「孩子們沒有大人的機智圓滑與交往禮節，他們就是一群頑皮的小混蛋」。
該劇第5季第1集的《It Hits the Fan》諷刺了對於它使用髒話所引起的爭議和新聞媒體對節目《紐約重案組》不給單詞「shit」消音的大肆報導。在這一集的對話中，未消音的單詞「shit」出現了162次。在該劇集播出的第二天，喜劇中心收到了5,000封投訴電郵。但在11季的劇集《With Apologies to Jesse Jackson》中，雖然未消音的差別用語「nigger」出現了43次，但卻沒有造成爭議，反而受到黑人團體的讚揚。
其他的爭議還包括1998年的愚人節玩笑，在劇集《Bloody Mary》中對一座陰部流血的聖母瑪利亞的雕像的描寫，在《Hell on Earth 2006》中對剛剛死去兩個月的史帝夫·厄文被魔鬼魚的刺穿胸致死的描寫，與喜劇中心對在日德蘭郵報穆罕默德漫畫事件期間播放的第10季劇集《Cartoon Wars Part II》中穆罕默德形象進行的審查。
第9季的《困在衣櫃裡》指責山達基教只不過是「一個全球騙局」而已，並將山達基教僅向捐贈巨款的信徒透露的消息公佈了出來。該劇集同時又暗諷山達基教徒汤姆·克鲁斯的性取向，致使他要求電視台禁止重播該劇。該劇集同時導致信奉山達基教為大廚的配音演員艾薩克·海耶斯退出了該劇劇組。
第14季的劇集 200 和 201 的製作曾因為譏諷伊斯蘭教先知穆罕默德而惹上麻煩。在一個以紐約設立的激進組織穆斯林革命的網站上，出現了一篇恐嚇《南方公園》創建人帕克和斯通的文章。內容寫道「如果這兩個人播出這集動畫，他們的下場大概會像特奧‧梵高一樣」。（特奧‧梵高因為製作了一段關於婦女在伊斯蘭社會上遭受虐待的短片，而被伊斯蘭極端分子殺害）這篇文章同時也提供了喜劇中心在紐約的總部和《南方公園》在洛杉磯的製作公司的地址。該文章的作者Zachary Adam Chesser說寫這篇文章只是要警告帕克和斯通，並不是恐嚇，而提供地址只是為了讓其他人能去那邊抗議。儘管Amrikee宣稱該文章只是一個警告，但很多媒體認為這是恐嚇。5月20日，支持者在Facebook上發起了"Everybody Draw Mohammed Day"（所有人畫穆罕默德日），鼓勵人們畫出自己心中的穆罕默德。
第23季第2集《中国乐队》嘲讽了中国的审查制度和为了中国市场而迎合该制度的美国娱乐产业，提到了小熊维尼、劳动改造、第十四世达赖喇嘛等敏感内容，整部剧的内容在中国遭到封杀，“南方公园”的百度百科词条、贴吧、豆瓣页面、知乎页面、bilibili上的相关视频被禁止访问，百度等搜索引擎、新浪微博和微信公号等各种社交媒体均禁止搜索和讨论所有“南方公园”相关话题。面對中國的抗議，《衰仔樂園》在其Facebook官方專頁上發表帶有嘲諷性的「道歉聲明」。现有所放松，使用代称（如农夫果园、NF公园、北方公园等）作为标题可以在部分平台发布和搜索相关内容，也有一些平台可以不使用代称。目前仍有部分平台禁止发布相关内容。

## 电影

### 南方公园剧场版
1999年，在《南方公园》首播不到两年后，剧场版的南方公园：更大、更长、一刀不剪。这部电影同时也是一个音乐剧，由帕克导演，剧本由帕克与斯通和Pam Brady共同创作。该电影得到了正面的评价，并获得了8310万美元的票房。该电影讽刺了该电影播出后将会引起的争议，被收入2001年版的《吉尼斯世界纪录》“最污秽语言电影”。剧中插曲《都怪加拿大》获得了一项奥斯卡奖项提名。

### 南方公园：新冠之后
2021年，继《南方公园：剧场版》20多年的首部电影，也是南方公园的第一部流媒体电影。电影在派拉蒙+独家发行。电影时长只有59分钟。

## 播出
世界上很多地区都播出过《南方公园》，包括印度、新英格兰、拉丁美洲、澳大利亚、加拿大、爱尔兰、以色列、俄罗斯、苏格兰、英国等。此外，还有一个评级为TV-14的修改版本在美国播出。《南方公园》的前23季皆有推出DVD。2008年3月起，几乎所有的《南方公园》剧集都能在喜剧中心《南方公园》的官方网站上免费观看。
1999年，該劇在台灣被配上翻譯字幕及語音，配音版本播出至2005年總共七季，並大量加入在地元素，於FOX Movies、Channel V播出，播出後廣受好評。
1999年，該劇在香港推出第一輯，於有線電視娛樂台播出，由甜筒輝監製；2001年，播出新一輯《衰仔樂園勁變新》，它們均被安排在凌晨時段播映。

## 集數
| 季數 | 集数 | 集数 | 首播日期      | 首播日期       |
| 季數 | 集数 | 集数 | 首映          | 季终           |
| ---- | ---- | ---- | ------------- | -------------- |
| 1    | 13   | 13   | 1997年8月13日 | 1998年2月25日  |
| 2    | 18   | 18   | 1998年4月1日  | 1999年1月20日  |
| 3    | 17   | 17   | 1999年4月7日  | 2000年1月12日  |
| 4    | 17   | 17   | 2000年4月5日  | 2000年12月20日 |
| 5    | 14   | 14   | 2001年6月20日 | 2001年12月12日 |
| 6    | 17   | 17   | 2002年3月6日  | 2002年12月11日 |
| 7    | 15   | 15   | 2003年3月19日 | 2003年12月17日 |
| 8    | 14   | 14   | 2004年3月17日 | 2004年12月15日 |
| 9    | 14   | 14   | 2005年3月9日  | 2005年12月7日  |
| 10   | 14   | 14   | 2006年3月22日 | 2006年11月15日 |
| 11   | 14   | 14   | 2007年3月7日  | 2007年11月14日 |
| 12   | 14   | 14   | 2008年3月12日 | 2008年11月19日 |
| 13   | 14   | 14   | 2009年3月11日 | 2009年11月18日 |
| 14   | 14   | 14   | 2010年3月17日 | 2010年11月17日 |
| 15   | 14   | 14   | 2011年4月27日 | 2011年11月16日 |
| 16   | 14   | 14   | 2012年3月14日 | 2012年11月7日  |
| 17   | 10   | 10   | 2013年9月25日 | 2013年12月11日 |
| 18   | 10   | 10   | 2014年9月24日 | 2014年12月10日 |
| 19   | 10   | 10   | 2015年9月16日 | 2015年12月9日  |
| 20   | 10   | 10   | 2016年9月14日 | 2016年12月7日  |
| 21   | 10   | 10   | 2017年9月13日 | 2017年12月6日  |
| 22   | 10   | 10   | 2018年9月26日 | 2018年12月12日 |
| 23   | 10   | 10   | 2019年9月25日 | 2019年12月11日 |
| 24   | 2    | 2    | 2020年9月30日 | 2021年3月10日  |
| 25   | 6    | 6    | 2022年2月2日  | 2022年3月16日  |
| 26   | 6    | 6    | 2023年2月8日  | 2023年3月29日  |
| 27   | 待定 | 待定 | 2025年7月23日 | 待定           |

## 電子遊戲
- 南方四賤客：真實之杖
- 南方四賤客：浣熊俠聯盟
- 南方公園：手機破壞者
- 南方公园：下雪天

## 外部連結
- （英文）South Park Studios（页面存档备份，存于）
- （英文）Comedy Central: South Park （页面存档备份，存于）
- 在South Park Studios （页面存档备份，存于）上免費觀看《南方四賤客》